# Mixotroof
Een mixotroof organisme kan zowel zijn energie uit anorganische (autotroof) als organische (heterotroof) stoffen halen. Het zijn meestal algen of bacteriën. Deze organismen kunnen door assimilatie gebruikmaken van licht, maar kunnen ook anorganische verbindingen hiervoor gebruiken. Dit laatste wordt meestal alleen bij gebrek aan licht gedaan, omdat dit meer energie kost. De eenvoudige stoffen kunnen worden opgenomen door osmose (osmotroof). Deeltjes worden omsloten door het organisme (fagocytose) of het predatororganisme zuigt door een buisje de inhoud uit de prooicel (myzocytose).
Een voorbeeld van een mixotrofe epiparasitaire plant is het bleek bosvogeltje.

## Overzicht
| Energiebron     | Licht                   | foto-  |         |         | -troof |
| Energiebron     | Licht & redoxreactie    | mixo-  |         |         | -troof |
| Energiebron     | Redoxreactie            | chemo- |         |         | -troof |
| Elektronendonor | Organische verbinding   |        | organo- |         | -troof |
| Elektronendonor | Anorganische verbinding |        | litho-  |         | -troof |
| Koolstofbron    | Organische verbinding   |        |         | hetero- | -troof |
| Koolstofbron    | Anorganische verbinding |        |         | auto-   | -troof |